# Stenskär (väster om Jussarö, Raseborg)
För andra betydelser, se Stenskär (olika betydelser).
Stenskär är en ö i Finland. Den ligger i Finska viken och i kommunen Raseborg i den ekonomiska regionen  Raseborg i landskapet Nyland, i den södra delen av landet. Ön ligger omkring 95 kilometer väster om Helsingfors.
Öns area är 1,2 hektar och dess största längd är 130 meter i öst-västlig riktning. Närmaste större samhälle är Ekenäs, 19,2 km norr om Stenskär.